# Радыё Крамбамбуля 0,33 FM
«Радыё Крамбамбуля 0,33 FM» — третий студийный альбом белорусской поп-рок-группы Крамбамбуля, вышел 7 декабря 2004 года. В записи альбома приняли участие такие музыканты как Сергей Михалок из группы Ляпис Трубецкой, Александр Кулинкович из Нейро Дюбель, украинский музыкант Кузьма Скрябин из группы Скрябин и белорусская певица азербайджанского происхождения Гюнешь Абасова.

## Об альбоме
Как и в прошлый раз изначально планировалось записать только макси-сингл на несколько песен. Сингл должен был стать предисловием к будущим альбомам группы, однако песен было записано столько, что было решено выпустить их как полноценный альбом. Таким образом альбом состоит из разнообразных, никак не связанных между собой песен, которые объединены между собой радиозаставками и подводками.
Самая известная песня с альбома «Турысты» была опубликована ещё летом 2004 года на сайте «Тузін Гітоў». По словам Лявона Вольского песня посвящена тем туристам, которые находясь на курортах любят искать себе приключения «алкогольные и другие» и основана на ситуациях произошедших с его знакомыми. Изначально планировалась как дуэт с Олегом Скрипкой из группы Вопли Видоплясова, но он отказался её исполнять. Песню с Вольским записал Сергей Михалок.
Песня «Суседзі» записана вместе с Кузьмой Скрябиным из группы Скрябин. Песня одновременно на белорусском и украинском языках, причём белорусский текст поёт Скрябин, а украинский — Вольский. Однако из-за политического противостояния на Украине этот творческий союз быстро распался. В начале декабря 2004 года группа Крамбамбуля ездила выступать на Майдан, в то время как Скрябин поддерживал Виктора Януковича.
Четыре композиции записаны на азербайджанском языке при участии Гюнешь Абасовой, белорусской певицы азербайджанского происхождения. Песня «23 феўраля» записана с Александром Кулинковичем из группы Нейро Дюбель. На альбоме также есть песня посвящённая 8 марта («Дарагія жэншчыны»). Песня на польском языке «Czterej pancerni» (рус. Четыре танкиста) взята из фильма «Четыре танкиста и собака». В свою очередь песня «Мама дарагая!» была написана Вольским для дипломной работы режиссёра Александра Канановича «Цвет любви» (бел. Колер каханьня).

## Список композиций
| №                   | Название                              | Длительность |
| ------------------- | ------------------------------------- | ------------ |
| 1.                  | «Радыё Крамбамбуля 0,33 FM»           | 0:29         |
| 2.                  | «Турысты»                             | 3:20         |
| 3.                  | «Суседзі»                             | 3:36         |
| 4.                  | «Наргыз»                              | 1:37         |
| 5.                  | «Ayriliğ» («Растаньне»)               | 5:37         |
| 6.                  | «Cücələrim» («Кураняткі»)             | 3:03         |
| 7.                  | «23 феўраля»                          | 4:41         |
| 8.                  | «Дарагія жэншчыны»                    | 3:36         |
| 9.                  | «Czterej pancerni»                    | 2:32         |
| 10.                 | «Мама дарагая!»                       | 1:25         |
| 11.                 | «Feryadim nafile» («Марны крык душы») | 4:19         |
| 12.                 | «Турысты» (ремикс Евгения Олейника)   | 3:15         |
| Общая длительность: | Общая длительность:                   | 37:30        |

## Участники записи
- Лявон Вольский — вокал (2, 3, 7-10, 12), гитара, клавиши
- Сергей Михалок — вокал (2, 12)
- Александр Кулинкович — вокал (7)
- Гюнешь Абасова — вокал (4-6, 11)
- Андрей Кузьменко — вокал (3)
- Сергей Кононович — гитара, мандолина
- Владислав Плющев — бас-гитара
- Александр Быков — ударные
- Александр Хавкин — скрипка, клавиши
- Павел Кузюкович — валторна
- Иван Галушко — тромбон
- Дмитрий Тихонович — труба
- Владимир Федорук — аккордеон
- Александр Сторожук — перкуссия
- Павел Кудрин — флейта
- Юлия Глушицкая — виолончель
- Запись, микширование, мастеринг — студия «Селах» (Минск)

## Рецензии
Олег Климов из «Музыкальной газеты» отмечает большое количество различных музыкантов собранных под вывеской Крамбамбули. При этом он имеет в виду не только приглашённых вокалистов, но и всех остальных, которые в повседневной жизни играют в других группах. Климов называет это «крамбамбулязацией» страны: «Архитипичная Крамбамбуля, с текстовыми и мелодическими цитатами, с ёрничанием, ироническими ухмылками и полным серьёзом. Хоть Крамбамбулю нас и обязали считать группой, всё ж — это одношерстная сборная компания людей, близких друг другу по мировоззрению, на каком-то этапе объединяющихся в пластинки/концерты-акции».